# Kilden-theater en -concertgebouw

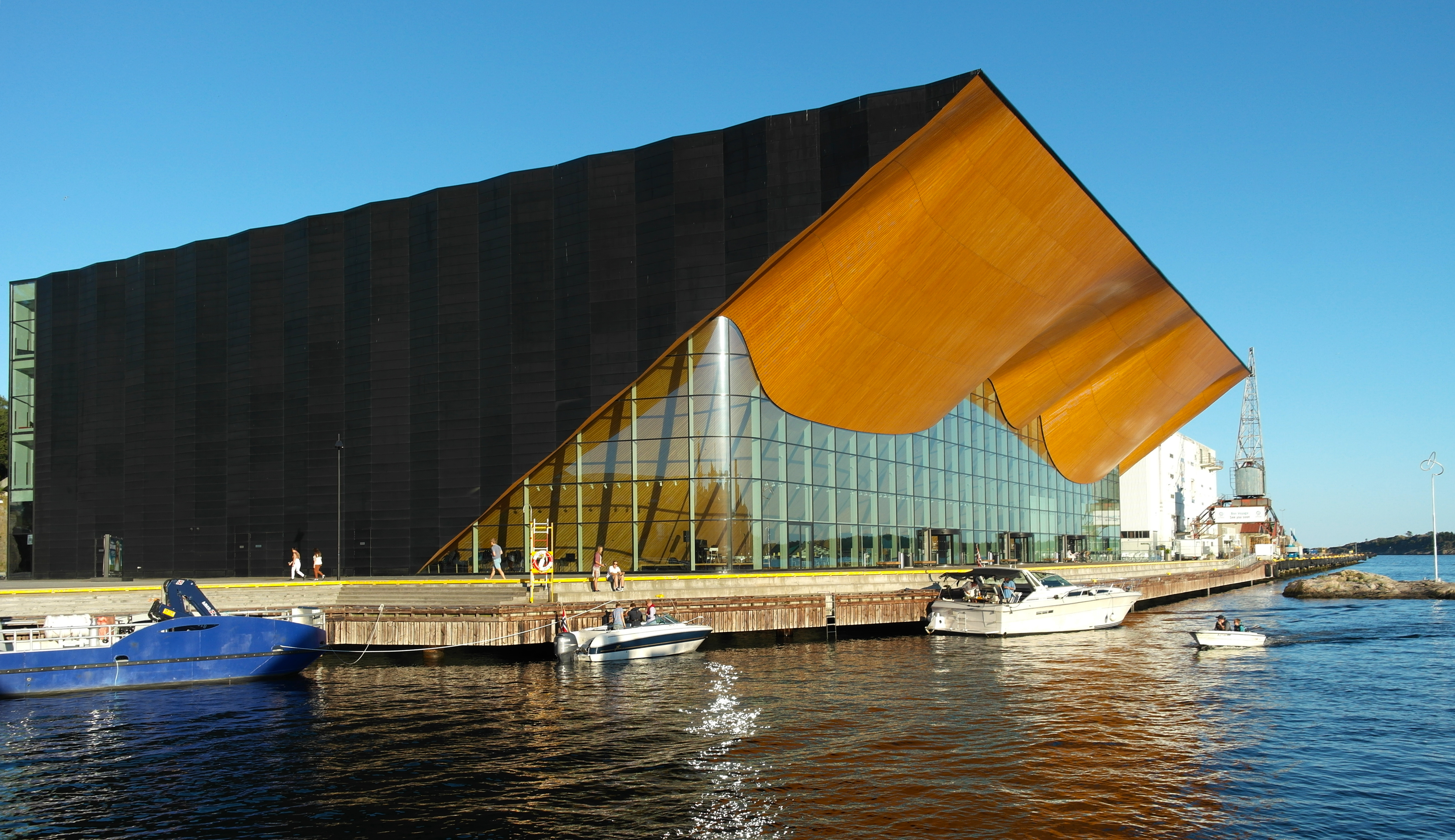

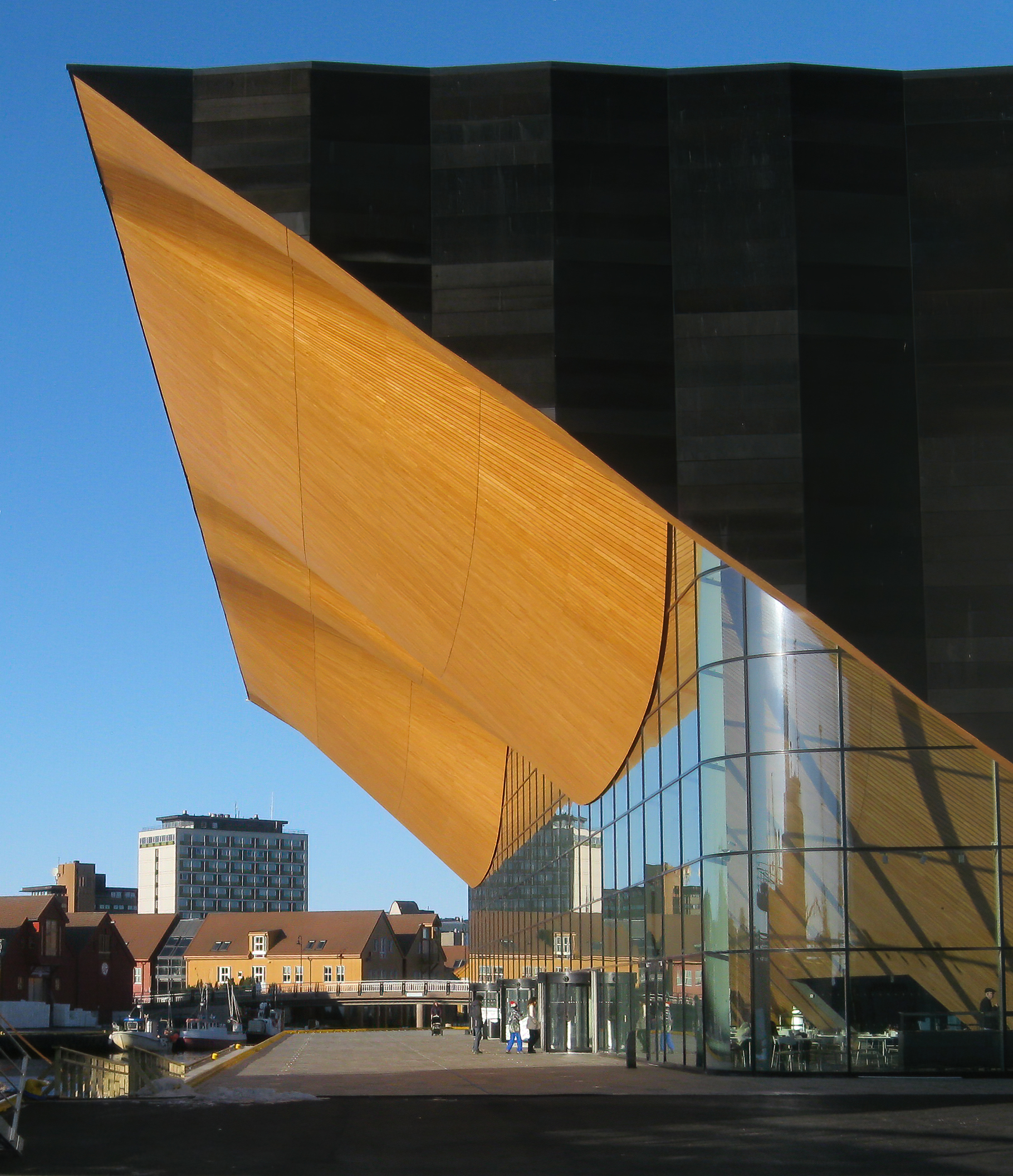

Het Kilden-theater en -concertgebouw (Noors: Kilden teater og konserthus) is een theater- en concertgebouw in het Noorse Kristiansand. Het gebouw staat op het eiland Odderøya ten zuiden van het centrum. Het huisvest het Kilden-theater, het symfonisch orkest en het operagezelschap Kilden Opera. Het gebouw werd ontworpen door het Finse ALA Architects en het Noorse SMS Arkitekter. De eerste steen werd gelegd in 2009 door Mette-Marit Tjessem Høiby. Het gebouw werd geopend op 6 januari 2012.